# Радентайн
Ра́дентайн, Ра́дентхейн (нем. Radenthein, словен. Radenče) — город  в Австрии, в федеральной земле Каринтия. 
Входит в состав округа Шпитталь. Население составляет 6655 человек (на 31 декабря 2005 года). Занимает площадь 89,3 км². Официальный код — 2 06 30.

## Политическая ситуация
Бургомистр коммуны — Франц Бухахер (СДПА) по результатам выборов 2003 года.
Совет представителей коммуны (нем. Gemeinderat) состоит из 27 мест.
- СДПА занимает 15 мест.
- АПС занимает 7 мест.
- АНП занимает 5 мест.

## Города-побратимы
- Ампеццо, Италия
- Шорндорф, Германия